# Закадровий сміх
Закадровий сміх, іноді консервований сміх (англ. Canned laughter) — термін, що позначає додаткову аудіодоріжку телешоу (зазвичай ситкому), з записом сміху групи людей. Винайдений Чарльзом Дугласом. Першим телешоу що використовувало цей прийом, був американський ситком «The Hank McCune Show», випущений у 1950.
Вперше термін «консервований сміх» вживається Тайлером Дерденом, персонажем книги «Бійцівський клуб» («Fight Club») Чака Паланіка. Автор цим терміном називає закулісний сміх «давно вже мертвих людей», тобто сміх, який відтворюється засобами аудіовідтворення.